# Die andere Zoey
Die andere Zoey (Originaltitel The Other Zoey) ist ein US-amerikanischer Spielfilm aus dem Jahr 2023 von Sara Zandieh mit Josephine Langford, Drew Starkey und Archie Renaux. Die romantische Komödie wurde am 20. Oktober 2023 auf Prime Video veröffentlicht.

## Handlung
Zoey Miller ist eine Studentin, die nicht an die romantische Liebe glaubt. Stattdessen entwickelt sie gemeinsam mit anderen eine Dating-App, die die Kompatibilität zweier Personen ermitteln soll. Zufällig lernt sie den Football-Spieler Zach Maclaren sowie einen Informatikstudenten kennen, der ihre Ansichten zu teilen scheint. Allerdings schafft sie nicht, sich bei ihm vorzustellen, sodass sie zunächst seinen Namen nicht kennt.
Nach einem Unfall wird bei Zach vorübergehende Amnesie diagnostiziert. Zach verwechselt Zoey Miller fortan mit seiner Freundin Zoey Wallace, die sich gerade auf Urlaub auf den Bahamas befindet. Auch um seine Genesung nicht zu gefährden, spielt Zoey Miller das Spiel mit. Außerdem findet sie heraus, dass der Informatikstudent Miles heißt und Zachs Cousin ist. Zoey wird zu einem Skiausflug mit Miles, Zach, dessen Eltern Connie und Matt sowie Zachs Schwester Avery eingeladen.
Nachdem sich herausstellt, dass Miles in einer polyamoren Beziehung ist, distanziert sich Zoey von ihm und verbringt mehr Zeit mit Zach, zu dem sie sich zunehmend hinzugezogen fühlt. Schließlich bricht Zoey Wallace ihren Urlaub ab, nachdem sie von Zach länger nichts gehört hat und kehrt zu Zach zurück. Zoey Miller muss ihren Schwindel gestehen, Zach ist von ihr enttäuscht.
Zoey Millers Freundin Elle wird Zeugin, wie Zoey Wallace einen anderen Burschen küsst, und drängt Zoey dazu, Zach ihre Gefühle zu offenbaren. Nach ihrem Geständnis offenbart ihr Zach, dass er mit Zoey Wallace Schluss gemacht hat, weil er auf eine Zukunft mit Zoey Miller hofft und Zoey Miller und Zach küssen sich.

## Synchronisation
Die deutsche Synchronisation übernahm die Studio Hamburg Synchron. Das Dialogbuch schrieb Luise Charlotte Brings, Dialogregie führte Anja Topf.
| Rolle           | Darsteller          | Synchronsprecher             |
| --------------- | ------------------- | ---------------------------- |
| Zoey Miller     | Josephine Langford  | Sophie Lechtenbrink          |
| Miles Maclaren  | Archie Renaux       | Vincent Fallow               |
| Zach MacLaren   | Drew Starkey        | Toni Michael Sattler         |
| Becca           | Amalia Yoo          | Jana Dunja Gries             |
| Connie MacLaren | Andie MacDowell     | Tanja Dohse                  |
| Diego           | Jorge López         | Erik Rodrigo Liedtke         |
| Elle            | Mallori Johnson     | Josephine Martz              |
| Francesca       | Gabriella Saraivah  | Jennifer Mohr                |
| Matt MacLaren   | Patrick Fabian      | Roman Rossa                  |
| Mrs. Wallace    | Christie Lynn Smith | Mica Mylo                    |
| Paula           | Heather Graham      | Freya Trampert               |
| Zoey Wallace    | Maggie Thurmon      | Eleni Möller-Architektonidou |

## Produktion und Hintergrund
Der Film wurde von der Gulfstream Pictures produziert, als Produzenten fungierten Matthew Tabak, William Bindley, Mike Karz, Matt Luber und Lena Roklin.
Dreharbeiten fanden unter anderem im Dezember 2021 im US-Bundesstaat North Carolina statt. Die Kamera führte Eve Cohen, die Musik schrieb John Swihart, die Montage verantwortete Maysie Hoy. Das Set-Design gestaltete Freddy Waff, das Kostümdesign Carla Shivener.

## Rezeption
Veronica Loop meinte auf martincid.com, dass der Film eher wenig Originalität habe, aber in diesem Terrain des Bekannten und Vertrauten seinen eigenen komischen Lebensraum finde. Die Produktion sei ein guter Film, um den Freitagabend in guter Gesellschaft zu verbringen und zu vergessen, was in der Welt vor sich geht.
Auch Dennis Harvey bezeichnete den Film auf variety.com als formelhaft, aber unterhaltsam. Die Produktion biete genug Pluspunkte, um die Zuschauer einigermaßen zu unterhalten. Regisseurin Sara Zandieh behalte ein lebhaftes Tempo bei, das über den Mangel an Inspiration des Stoffes hinweghelfe.
Oliver Armknecht vergab auf film-rezensionen.de fünf von zehn Sternen. Der Film sei eine typische Liebeskomödie, die zu keinem Zeitpunkt ein Risiko eingehe und gar nicht die Ambition habe, das Publikum zu überraschen. Wer diese Art Filme mag, komme auf seine Kosten, zumal das Paar süße Szenen habe. Mehr als Massenware sei das aber nicht.

## Videocharts
Am 25. Oktober 2023 stieg der Film hinter Generation V, FC Bayern: Generation Wembley und The Matrix: Resurrections auf Platz 4 der deutschen Prime-Video-Charts ein.